# Giải đua ô tô Công thức 1 Miami 2023
Giải đua ô tô Công thức 1 Miami 2023 (tên chính thức là Formula 1 Crypto.com Miami Grand Prix 2023) là một chặng đua Công thức 1 được tổ chức vào ngày 7 tháng 5 năm 2023 tại Trường đua Quốc tế Miami ở Miami Gardens, Florida và là chặng đua thứ năm của giải đua xe Công thức 1 2023.

## Bối cảnh

### Bảng xếp hạng trước cuộc đua
Sau giải đua ô tô Công thức 1 Azerbaijan, Max Verstappen dẫn đầu bảng xếp hạng các tay đua với 87 điểm, hơn đồng đội Sergio Pérez 6 điểm ở vị trí thứ hai và hơn 27 điểm so với Fernando Alonso ở vị trí thứ ba. Red Bull Racing dẫn đầu trong bảng xếp hạng các đội đua trước Aston Martin (87 điểm) và Mercedes (76 điểm) với 180 điểm.

### Lựa chọn bộ lốp
Nhà cung cấp lốp xe Pirelli cung cấp các bộ lốp hạng C2, C3 và C4 (được chỉ định lần lượt là cứng, trung bình và mềm) để các đội sử dụng tại sự kiện này.

### Thay đổi trên đường đua
Điểm kích hoạt DRS thứ nhất và thứ hai được di chuyển xa hơn 75 m về phía trước và được đặt 105 m sau góc cua số 9 và 525 m sau góc cua số 16.

## Tường thuật

### Buổi tập
Trong buổi tập đầu tiên, George Russell lập thời gian nhanh nhất với 1:30,125 phút trước đồng đội Lewis Hamilton và Charles Leclerc.
Trong buổi tập thứ hai, Max Verstappen lập thời gian nhanh nhất với 1:27,930 phút trước Leclerc và Carlos Sainz Jr.
Trong buổi tập thứ ba, Verstappen lập thời gian nhanh nhất với 1:27,535 phút trước Leclerc và Sergio Pérez.

### Vòng phân hạng
Vòng phân hạng bao gồm ba phần với thời gian chạy 45 phút. Trong phần đầu tiên (Q1), các tay đua có 18 phút để tiếp tục tham gia phần thứ hai vòng phân hạng. Tất cả các tay đua đạt được thời gian trong phần đầu tiên với thời gian tối đa 107% thời gian nhanh nhất được phép tham gia cuộc đua. 15 tay đua dẫn đầu lọt vào phần tiếp theo. Verstappen là tay đua nhanh nhất trong phần này. Trong phần này, cả hai tay đua của McLaren, Yuki Tsunoda, Lance Stroll và Logan Sargeant bị loại.
Phần thứ hai (Q2) kéo dài 15 phút và mười tay đua nhanh nhất của phần này đi tiếp vào phần thứ ba của vòng phân hạng. Verstappen là tay đua nhanh nhất trong phần này và sau khi phần này kết thúc, Alexander Albon, Nico Hülkenberg, Lewis Hamilton, Chu Quán Vũ và Nyck de Vries bị loại.
Phần cuối cùng (Q3) kéo dài mười hai phút, trong đó mười vị trí xuất phát đầu tiên được xác định sẵn. Với thời gian là 1:26.841, Pérez lập thời gian nhanh nhất trước Fernando Alonso và Carlos Sainz Jr. Đó là vị trí pole thứ ba trong sự nghiệp của Pérez và cũng là vị trí pole đầu tiên của anh tại giải đua ô tô Công thức 1 Miami. Trong phần này, Leclerc lao vào hàng rào ở góc cua số 7 khiến tất cả các tay đua không thể cải thiện thời gian. Max Verstappen và Valtteri Bottas, tay đua lần đầu tiên tham gia Q3 cho Alfa Romeo trong mùa giải này, không thể lập thời gian vì vụ va chạm này và họ xuất phát từ vị trí thứ 9 (Verstappen) và thứ 10 (Bottas).

### Cuộc đua chính
Sau khi cuộc đua bắt đầu, Pérez có thể bảo vệ vị trí dẫn đầu ngay từ đầu trước Alonso và Sainz. Tại các vị trí phía cuối, de Vries phanh nhầm khi đến góc cua đầu tiên và đâm vào đuôi chiếc xe McLaren của Lando Norris. Vì vụ va chạm này, de Vries phải vào làn pit để thay mũi xe. Verstappen, xuất phát với bộ lốp cứng cố gắng vượt qua nhiều tay đua ở vị trí phía trước và ở vòng đua thứ 15, anh đã đứng ở vị trí thứ 2 sau đồng đội Pérez của mình. Vì Pérez xuất phát với bộ lốp trung bình nên phải vào làn pit để thay bộ lốp ở vòng 19 và để Verstappen dẫn đầu. Tuy nhiên, trái ngược với Pérez, Verstappen đã có thể bỏ xa các tay đua khác. Tại vòng đua thứ 45, Verstappen vào làn pit để thay lốp, chuyển sang bộ lốp trung bình và trở lại đường đua ngay sau Pérez. Sau khi vòng đua thứ 46 kết thúc, Verstappen đã vượt qua được Pérez và giữ vị trí dẫn đầu cho đến khi cuộc đua kết thúc.
Verstappen giành chiến thắng cuộc đua này trước đồng đội Pérez và Alonso và đây cũng là chiến thắng thứ 38 trong sự nghiệp Công thức 1 của anh và cho đội đua của anh, Red Bull Racing. Do đó, anh ngang bằng được kỷ lục của Sebastian Vettel. Ngoài ra, Verstappen cũng lập vòng đua nhanh nhất với thời gian là 1:29,708 phút và giúp anh ghi thêm một điểm. Các tay đua còn lại ghi điểm trong cuộc đua này là George Russell, Sainz, Hamilton, Leclerc, Pierre Gasly, Esteban Ocon và Kevin Magnussen. Sau cuộc đua, Sainz nhận một án phạt 5 giây vì chạy quá tốc độ trong làn pit nhưng án phạt này không thay đổi vị trí về đích của anh.

## Kết quả

### Vòng phân hạng
| Vị trí                   | Số xe | Tay đua          | Đội đua                      | Q1       | Q2       | Q3                  | Vị trí xuất phát |
| ------------------------ | ----- | ---------------- | ---------------------------- | -------- | -------- | ------------------- | ---------------- |
| 1                        | 11    | Sergio Pérez     | Red Bull Racing-Honda RBPT   | 1:27,713 | 1:27,328 | 1:26,841            | 1                |
| 2                        | 14    | Fernando Alonso  | Aston Martin Aramco-Mercedes | 1:28,179 | 1:27,097 | 1:27,202            | 2                |
| 3                        | 55    | Carlos Sainz Jr. | Ferrari                      | 1:27,686 | 1:27,148 | 1:27,349            | 3                |
| 4                        | 20    | Kevin Magnussen  | Haas-Ferrari                 | 1:27,809 | 1:27,673 | 1:27,767            | 4                |
| 5                        | 10    | Pierre Gasly     | Alpine-Renault               | 1:28,061 | 1:27,612 | 1:27,786            | 5                |
| 6                        | 63    | George Russell   | Mercedes                     | 1:28,086 | 1:27,743 | 1:27,804            | 6                |
| 7                        | 16    | Charles Leclerc  | Ferrari                      | 1:27,713 | 1:26,964 | 1:27,861            | 7                |
| 8                        | 31    | Esteban Ocon     | Alpine-Renault               | 1:27,945 | 1:27,444 | 1:27,935            | 8                |
| 9                        | 1     | Max Verstappen   | Red Bull Racing-Honda RBPT   | 1:27,636 | 1:26,814 | Không lập thời gian | 9                |
| 10                       | 77    | Valtteri Bottas  | Alfa Romeo-Ferrari           | 1:27,872 | 1:27,564 | Không lập thời gian | 10               |
| 11                       | 23    | Alexander Albon  | Williams-Mercedes            | 1:28,234 | 1:27,795 | –                   | 11               |
| 12                       | 27    | Nico Hülkenberg  | Haas-Ferrari                 | 1:27,864 | 1:27,903 | –                   | 12               |
| 13                       | 44    | Lewis Hamilton   | Mercedes                     | 1:27,846 | 1:27,975 | –                   | 13               |
| 14                       | 24    | Chu Quán Vũ      | Alfa Romeo-Ferrari           | 1:28,180 | 1:28,091 | –                   | 14               |
| 15                       | 21    | Nyck de Vries    | AlphaTauri-Honda RBPT        | 1:28,325 | 1:28,395 | –                   | 15               |
| 16                       | 4     | Lando Norris     | McLaren-Mercedes             | 1:28,394 | –        | –                   | 16               |
| 17                       | 22    | Yuki Tsunoda     | AlphaTauri-Honda RBPT        | 1:28,429 | –        | –                   | 17               |
| 18                       | 18    | Lance Stroll     | Aston Martin Aramco-Mercedes | 1:28,476 | –        | –                   | 18               |
| 19                       | 81    | Oscar Piastri    | McLaren-Mercedes             | 1:28,484 | –        | –                   | 19               |
| 20                       | 2     | Logan Sargeant   | Williams-Mercedes            | 1:28,577 | –        | –                   | 20               |
| Thời gian 107%: 1:33,478 |       |                  |                              |          |          |                     |                  |

### Cuộc đua chính
| Vị trí                                                                                          | Số xe | Tay đua          | Đội đua                      | Số vòng | Thời gian/ Bỏ cuộc | Vị trí xuất phát | Số điểm |
| ----------------------------------------------------------------------------------------------- | ----- | ---------------- | ---------------------------- | ------- | ------------------ | ---------------- | ------- |
| 1                                                                                               | 1     | Max Verstappen   | Red Bull Racing-Honda RBPT   | 57      | 1:27:38,241        | 9                | 261     |
| 2                                                                                               | 11    | Sergio Pérez     | Red Bull Racing-Honda RBPT   | 57      | + 5,384            | 1                | 18      |
| 3                                                                                               | 14    | Fernando Alonso  | Aston Martin Aramco-Mercedes | 57      | + 26,305           | 2                | 15      |
| 4                                                                                               | 63    | George Russell   | Mercedes                     | 57      | + 33,229           | 6                | 12      |
| 5                                                                                               | 55    | Carlos Sainz Jr. | Ferrari                      | 57      | + 42,5112          | 3                | 10      |
| 6                                                                                               | 44    | Lewis Hamilton   | Mercedes                     | 57      | + 51,249           | 13               | 8       |
| 7                                                                                               | 16    | Charles Leclerc  | Ferrari                      | 57      | + 52,988           | 7                | 6       |
| 8                                                                                               | 10    | Pierre Gasly     | Alpine-Renault               | 57      | + 55,670           | 5                | 4       |
| 9                                                                                               | 31    | Esteban Ocon     | Alpine-Renault               | 57      | + 58,123           | 8                | 2       |
| 10                                                                                              | 20    | Kevin Magnussen  | Haas-Ferrari                 | 57      | + 1:02,945         | 4                | 1       |
| 11                                                                                              | 22    | Yuki Tsunoda     | AlphaTauri-Honda RBPT        | 57      | + 1:04,309         | 17               |         |
| 12                                                                                              | 18    | Lance Stroll     | Aston Martin Aramco-Mercedes | 57      | + 1:04,754         | 18               |         |
| 13                                                                                              | 77    | Valtteri Bottas  | Alfa Romeo-Ferrari           | 57      | + 1:11,637         | 10               |         |
| 14                                                                                              | 23    | Alexander Albon  | Williams-Mercedes            | 57      | + 1:12,861         | 11               |         |
| 15                                                                                              | 27    | Nico Hülkenberg  | Haas-Ferrari                 | 57      | + 1:14,950         | 12               |         |
| 16                                                                                              | 24    | Chu Quán Vũ      | Alfa Romeo-Ferrari           | 57      | + 1:18,440         | 14               |         |
| 17                                                                                              | 4     | Lando Norris     | McLaren-Mercedes             | 57      | + 1:27,717         | 16               |         |
| 18                                                                                              | 21    | Nyck de Vries    | AlphaTauri-Honda RBPT        | 57      | + 1:28,949         | 15               |         |
| 19                                                                                              | 81    | Oscar Piastri    | McLaren-Mercedes             | 56      | + 1 vòng           | 19               |         |
| 20                                                                                              | 2     | Logan Sargeant   | Williams-Mercedes            | 56      | + 1 vòng           | 20               |         |
| Vòng đua nhanh nhất: Max Verstappen (Red Bull Racing-Honda RBPT) – 1:29,708 (vòng đua thứ 56)   |       |                  |                              |         |                    |                  |         |
| Tay đua xuất sắc nhất cuộc đua: Max Verstappen (Red Bull Racing-Honda RBPT), 27,1% số phiếu bầu |       |                  |                              |         |                    |                  |         |

Chú thích:
- ^1  – Bao gồm một điểm cho vòng đua nhanh nhất.[15]
- ^2  – Carlos Sainz Jr. nhận một án phạt năm giây vì vượt quá tốc độ trong làn pit nhưng vị trí về đích của anh không bị ảnh hưởng bởi án phạt này.[16]

## Bảng xếp hạng sau cuộc đua

### Bảng xếp hạng các tay đua
| Vị trí | Tay đua          | Đội đua                      | Số điểm | Thay đổi vị trí |
| ------ | ---------------- | ---------------------------- | ------- | --------------- |
| 1      | Max Verstappen   | Red Bull Racing-Honda RBPT   | 119     | +/-0            |
| 2      | Sergio Pérez     | Red Bull Racing-Honda RBPT   | 105     | +/-0            |
| 3      | Fernando Alonso  | Aston Martin Aramco-Mercedes | 75      | +/-0            |
| 4      | Lewis Hamilton   | Mercedes                     | 56      | +/-0            |
| 5      | Carlos Sainz Jr. | Ferrari                      | 44      | +/-0            |
| 6      | George Russell   | Mercedes                     | 40      | 1               |
| 7      | Charles Leclerc  | Ferrari                      | 34      | 1               |
| 8      | Lance Stroll     | Aston Martin Aramco-Mercedes | 27      | +/-0            |
| 9      | Lando Norris     | McLaren-Mercedes             | 10      | +/-0            |
| 10     | Pierre Gasly     | Alpine-Renault               | 8       | 4               |

- Lưu ý: Chỉ có mười vị trí đứng đầu được liệt kê trong bảng xếp hạng này.

### Bảng xếp hạng các đội đua
| Vị trí | Đội đua                      | Số điểm | Thay đổi vị trí |
| ------ | ---------------------------- | ------- | --------------- |
| 1      | Red Bull Racing-Honda RBPT   | 224     | +/-0            |
| 2      | Aston Martin Aramco-Mercedes | 102     | +/-0            |
| 3      | Mercedes                     | 96      | +/-0            |
| 4      | Ferrari                      | 78      | +/-0            |
| 5      | McLaren-Mercedes             | 14      | +/-0            |
| 6      | Alpine-Renault               | 14      | +/-0            |
| 7      | Haas-Ferrari                 | 8       | +/-0            |
| 8      | Alfa Romeo-Ferrari           | 6       | +/-0            |
| 9      | AlphaTauri-Honda RBPT        | 2       | +/-0            |
| 10     | Williams-Mercedes            | 1       | +/-0            |